# Daltéparine
La daltéparine, est une molécule de type héparine de bas poids moléculaire, utilisée comme médicament et vendue sous le nom de marque Fragmin.

## Mode d'action
Il s'agit d'une héparine de faible poids moléculaire . Elle agit en se liant à l'antithrombine III et en inhibant l'activation du facteur IX et de la thrombine .

## Usage médical
C'est un médicament utilisé pour traiter et prévenir la thrombose veineuse profonde et l'embolie pulmonaire. Elle peut également être utilisée en cas de syndrome coronarien aigu. Elle est administrée par injection sous-cutanée .

## Effets secondaires
Les effets secondaires fréquents sont des saignements, un faible taux de plaquettes et des ecchymoses au point d'injection. Elle peut être utilisée pendant la grossesse.

## Histoire
L'utilisation médicale de la daltéparine a été approuvée aux États-Unis en 1994. Elle figure sur la liste des médicaments essentiels de l'Organisation mondiale de la santé en tant qu'alternative à l'énoxaparine. Au Royaume-Uni, une dose de 5 000 unités coûte au NHS environ 2,80 £ en 2021. Aux États-Unis, cette dose coûte environ 40 USD  ,,,

## References
1. 1 2 3  (en) « Dalteparin Monograph for Professionals » [archive du 14 avril 2021], Drugs.com (consulté le 17 décembre 2021)
2. ↑  « Low Molecular Weight Heparins » [archive du 6 mai 2021], LiverTox: Clinical and Research Information on Drug-Induced Liver Injury, National Institute of Diabetes and Digestive and Kidney Diseases, 2012 (consulté le 17 décembre 2021)
3. ↑  The selection and use of essential medicines 2023: web annex A: World Health Organization model list of essential medicines: 23rd list (2023), Geneva, World Health Organization, 2023 (hdl 10665/371090)
4. ↑  BNF 81: March-September 2021, BMJ Group and the Pharmaceutical Press, 2021 (ISBN 978-0857114105), p. 144
5. ↑  « Fragmin Prices, Coupons & Savings Tips - GoodRx », GoodRx (consulté le 17 décembre 2021)